# 書類チューン
書類チューン（しょるいチューン）とは、実際には改造されていない車両に関してあたかも改造したかのように装って申請書類を作成し、従来とは異なる車両区分に登録する違法行為の通称である。本来第一種原動機付自転車に分類される50 ccのオートバイを、第二種原動機付自転車（原付二種）として登録する際に行われることが多い。

## 概要
日本の道路交通法において、排気量が50 cc以下の原動機付自転車（原付一種）には30 km/hの法定最高速度や二段階右折などのような、他の二輪車や四輪車とは異なる法規上の制約があるが、こうした制約に縛られずに50 cc以下の車両を公道で運行する方法として、排気量が50 ccを越える車両区分として登録する場合がある。このとき実際にエンジンを改造して排気量を増やすと改造のための費用や手間がかかるため、実際の改造を行わずに管轄の地方自治体に提出する書類に実際の排気量とは異なる排気量を記入して申請するのが書類チューンである。高速道路を走る目的で原付二種の車両を125 ccを超える排気量として登録する場合や、市役所の審査が厳しく陸運局の審査が甘い地域では原付一種を125 ccを超える排気量として登録する例もある。
いずれの場合も課税庁に対する虚偽の申告に該当し、地方税法第448条「軽自動車税に係る虚偽の申告等に関する罪」に基づき30万円以下の罰金に処せられる。
申請に対する取り扱いは自治体によって異なり、排気量を増加させる理由や改造方法、改造作業の実施者、使用した部品、改造後の状態などに関して説明が求められる場合もある。書類の他に図面の提示が求められる場合や現車を見せるよう要求される場合などがあり、要求を満たせない場合は申請が却下される。

## 乗車定員
50 ccを越えるオートバイで後部座席の乗車装置（シートとステップ、グリップ）が装備されている場合は定員が2名と定められているが、日本国内で原付一種として販売されている車両を書類チューンのみによって50 ccを越える車両区分に登録した場合、これらの装置を持たないため2人乗りすることはできない。